# Успенский, Савва Михайлович
Савва Михайлович Успенский (1920—1996) — советский, российский зоолог, доктор биологических наук, исследователь Арктики, охотник. Специалист в области арктической орнитологии, руководитель проекта завоза овцебыков в Арктику, занимался изучением и охраной белого медведя. Автор более 350 научных публикаций, а также многих научно-популярных книг.

## Биография
Родился в Звенигороде в семье художников, по отцовской линии потомок дворянского рода Успенских Московской губернии.
С детства увлекался биологией, в 10-летнем возрасте начал заниматься в кружке юных биологов Московского зоопарка.
С 1937 года учился в Балашихе на биолого-охотничем отделении Московского пушно-мехового института.
После двух лет работы ловцом животных и зоотехником на Северной базе зооцентра в Архангельске, в 1941 году был прикомандирован к экспедиции Арктического института на Новой Земле (в которой прошёл производственную практику).
Весной 1942 года окончил институт, после чего был призван в РККА. После окончания военно-ветеринарного училища принимал участие в боевых действиях в составе 2-го Белорусского фронта в 1944—1945 годах.
После демобилизации в 1945 году работал старшим научным сотрудником в Главном управлении по заповедникам при СНК РСФСР, затем заведующим отдела зоопарков Комитета Культпросветучреждений при СНК СССР, а в 1948—1950 гг. — заместителем директора Ново-Земельского филиала заповедника «Семь островов» на Новой Земле. В целом, работал в различных районах Арктики с 1948 до 1991 года.
В 1951 году защитил кандидатскую диссертацию «Экология морских колониальных птиц Новой Земли».
Работал в Музее землеведения МГУ. В 1956 году был зачислен старшим научным сотрудником в лабораторию орнитологии на кафедре зоологии позвоночных биолого-почвенного факультета МГУ, здесь же в 1963 году защитил докторскую диссертацию «Экология и география птиц в советской Арктике и Субарктике». Во время работы в МГУ выезжал в экспедиции на морское побережье Мурманской области, на Чукотку, Новосибирские острова, остров Врангеля.
С 1969 года работал в Центральной научно-исследовательской лаборатории по охране природы, которая позднее была преобразована, в том числе при участии Успенского, во Всесоюзный Институт охраны природы и заповедного дела (ВНИИПрироды). Работал а этом институте до конца жизни.
Успенский стал инициатором создания заповедника на острове Врангеля, а также руководителем проекта по завозу овцебыков на полуостров Таймыр и остров Врангеля. Руководитель международного движения по изучению и охране белого медведя, первый председатель Международной рабочей группы по белому медведю, член Комиссии по редким видам Международного союза охраны природы.

## Семья
С. М. Успенский был дважды женат. Первая супруга — Антонина Владимировна Успенская — археолог, кандидат исторических наук. От первого брака 2 дочери — Александра и Мария. 
Отец — Михаил Михайлович Успенский (1895—1984) — заслуженный художник РСФСР, главный художник Государственного Исторического музея, а затем Музея Революции (Москва).
Брат — Михаил Михайлович Успенский (1922—2007).
Приходится внуком Успенскому Михаилу Васильевичу, профессору медицины, основавшему в Москве первую клинику уха, горла, носа.

## Публикации
Автор научных работ, переведенных на иностранные языки и изданных в Великобритании, ГДР, Канаде, Швеции и Японии

### Монографии
- Успенский С. М. Птичьи базары Новой Земли. — М. : Изд-во АН СССР, 1956. — 178 с. — (Научно-популярная серия).
- Успенский С. М. Птицы Советской Арктики.. — М. : Изд-во АН СССР, 1958. — 168 с. — 5000 экз.
- Успенский С. М. На пределе жизни: Экспедиция на остров Беннета. — М. : Географгиз, 1959. — 128 с. — (Путешествия. Приключения. Фантастика).
- Успенский С. М. Арктика глазами зоолога / АН СССР. — М. : Наука, 1964. — 144 с. — (Научно-популярная серия).
- Успенский С. М. Жизнь в высоких широтах на примере птиц. — М. : Мысль, 1969. — 464 с.
- Банников А. Г., Успенский С. М. Охотничье-промысловые звери и птицы. — М., 1973.
- Успенский С. М. Белый медведь. — М. : Наука, 1977. — 80 с. — (Человек и окружающая среда). — 107 000 экз.
- Успенский С. М. Живая Арктика. — М. : Мысль, 1987. — 269 с. — 100 000 экз.

### Статьи
- С. Успенский. Белый медведь // журнал «Охота и охотничье хозяйство», № 5, 1966. стр. 14-16
- С. Успенский. Знаем ли мы белого медведя? // журнал «Охота и охотничье хозяйство», № 7, 1968. стр. 6-7
- С. Успенский. Обездвиживание — перспективный метод отлова животных // журнал «Охота и охотничье хозяйство», № 12, 1969. стр. 14-15
- С. Успенский. Международное совещание по белому медведю // журнал «Охота и охотничье хозяйство», № 9, 1972. стр. 16
- С. Успенский. С. А. Бутурлин как знаток Севера (к 100-летию со дня рождения) // журнал «Охота и охотничье хозяйство», № 7, 1973. стр. 6-7
- С. Успенский. Сохранить белого медведя // журнал «Охота и охотничье хозяйство», № 12, 1974. стр. 18-19
- С. Успенский. Овцебык — новосёл Таймыра // журнал «Охота и охотничье хозяйство», № 2, 1975. стр. 4-5
- С. Успенский. Овцебыки в Советской Арктике // журнал «Охота и охотничье хозяйство», № 10, 1975. стр. 22-23
- С. Успенский. Лично известны // журнал «Охота и охотничье хозяйство», № 9, 1977. стр. 24-25 [о тундровых лебедях]
- С. Успенский. Опасен ли белый медведь? // журнал «Охота и охотничье хозяйство», № 8, 1978. стр. 14-15
- С. Успенский. Белый медведь: ловкий хищник или добродушный увалень? // журнал «Охота и охотничье хозяйство», № 1, 1982. стр. 3
- С. Успенский. Овцебыки // журнал «Охота и охотничье хозяйство», № 7, 1982. стр. 29
- С. Успенский. Арктические заповедники. Какими им быть? // журнал «Охота и охотничье хозяйство», № 8, 1983. стр. 16-17
- С. Успенский. Ездовые собаки: есть ли у них будущее? // журнал «Охота и охотничье хозяйство», № 7, 1984. стр. 10-11
- С. Успенский. Человек и медведь: условия мирного сосуществования // журнал «Охота и охотничье хозяйство», № 5, 1987. стр. 12-14
- С. Успенский. Лесной северный олень // журнал «Охота и охотничье хозяйство», № 1, 1988. стр. 8-9
- С. Успенский. Наши утки // журнал «Охота и охотничье хозяйство», № 7, 1989. стр. 48
- С. Успенский. Наши гуси // журнал «Охота и охотничье хозяйство», № 1, 1990. стр. 48-49
- С. Успенский. Первая весна // журнал «Охота и охотничье хозяйство», № 5, 1991. стр. 46-47 [о вскрытии весной берлоги белыми медведицами с медвежатами]
- С. Успенский. Кеклик // журнал «Охота и охотничье хозяйство», № 11, 1991. стр. 41
- С. Успенский. Промысел гагачьего пуха // журнал «Охота и охотничье хозяйство», № 3-4, 1992. стр. 16-17
- С. Успенский. Промысел гагачьего пуха // журнал «Охота и охотничье хозяйство», № 5-6, 1992. стр. 18-20
- С. Успенский, Г. Хахин. Сохранить природу Новой Земли // журнал «Охота и охотничье хозяйство», № 11-12, 1993. стр. 1-2
- С. Успенский. Ездовые собаки ещё послужат человеку // журнал «Охота и охотничье хозяйство», № 1, 1994. стр. 26-29
- С. Успенский. Иммобилизация диких животных // журнал «Охота и охотничье хозяйство», № 4, 1994. стр. 38-39